# Chœur symphonique de l'État tchouvache
Le chœur symphonique de l'État tchouvache, (en tchouvache : Чӑваш патшалăхĕн академи симфони капелли) est un ensemble choral de la Tchouvachie créé à Tcheboksary en 1967.

## Historique
Après sa naissance en septembre 1967, comme Chœur de la république autonome de l'État tchouvache pour la télévision et la radio, cette formation exécute sa première performance en novembre de la même année sous la direction de l'artiste du peuple de la Tchouvachie, A. G. Orlov-Shouzm. Le chœur promeut la musique professionnelle nationale.
Le chœur s'est ensuite produit à Moscou, Minsk, Oufa, Ijevsk, Kazan, Gorky et quelques autres centres culturels de la fédération de Russie. À partir de 1986, le chœur est dirigé par Maurice Yaklashkin.
Après avoir été invité par le secrétariat de l'Union des compositeurs de la fédération de Russie, le chœur tchouvache a exécuté quelques pièces à la salle Rachmaninov du Conservatoire de Moscou, à la salle de concert « Russie » à Nijni Novgorod, à Kazan, Tioumen, Oufa, Oulianovsk et à Saransk.

## Le répertoire
Les auteurs de son répertoire sont les classiques tchouvaches comme Fyodor Pavlov, Maximov Stepan, Anisimov Aslamas, Vladimir Ivanishin, Gregory Hirbyu, Phillip Lukin, Fyodor Vasilyev et Timothy Fandeev.
Le 23 et 24 juin 2013, Jour de la République, sous la direction de Maurice Yaklashkin (ru), le chœur a fait connaître des exemples de la culture musicale tchouvache.